# Video CD
Video CD (VCD) o Compact Disc Digital Video (CD-DV) es un formato estándar para almacenamiento de video en discos compactos.
Se pueden reproducir los discos VCD en reproductores de VCD, reproductores de CD-i, ordenadores personales, la mayoría de reproductores de DVD, en algunos reproductores de Blu-ray, e incluso en consolas como la Sega Saturn. 
El estándar VCD fue creado en 1993 por un consorcio de empresas electrónicas de Japón, y es conocido como el estándar del Libro Blanco.

## Especificaciones técnicas
La resolución de pantalla de un VCD es de 352x240 píxeles para el formato NTSC o de 352x288 pixeles para el formato PAL, aproximadamente la cuarta parte de la resolución normal de televisión. El vídeo y el audio de un VCD está codificada en formato MPEG-1; el vídeo se almacena a una tasa de 1150 kilobits por segundo, el audio a 224 kbit/s. En general, la calidad de vídeo es comparable a la del formato VHS, mientras que la calidad de audio es comparable a un CD audio.
Puesto que la tasa de bits conjunta (1374 kbit/s) es similar a la tasa de bits de un CD de audio normal, la duración del vídeo que puede ser almacenado es similar a la del CD de audio: un CD estándar de 74 minutos puede almacenar aproximadamente 74 minutos de vídeo en formato VCD. 
La versión VCD 2.0 introducida a partir de 1995 podía tener un menú parecido a los que ofrecen los DVD.
Un estándar mejorado, Súper Vídeo CD (SVCD), emplea compresión MPEG-2 y una tasa de compresión variable para obtener mayor calidad en la grabación.

## Implementación
Aunque nunca se llegó a imponer en los Estados Unidos o Europa, los VCD comerciales fueron muy populares en Asia debido al bajo precio de los reproductores, su gran tolerancia a la humedad (un problema grave de los VHS y similares) y el menor coste del soporte. 
Durante la década de los años 90, Philips intentó introducir en Europa y Estados Unidos el VCD como formato de películas para su consola CD-i. 
El VCD ha sido reemplazado por el DVD, que ofrece la mayoría de las ventajas del VCD pero con mucha mayor calidad en imagen y sonido, debido a su mayor capacidad de almacenamiento. Sin embargo, el VCD tiene todavía algunos puntos a su favor:
- Al contrario que los DVD, los VCD no tienen código de región, lo que implica que pueden ser reproducidos en cualquier máquina (compatible) del mundo.
- Siguen siendo más baratos que los DVD.

## Versiones mejoradas de VCD
El sistema CVCD es una variante no estándar del VCD que permite utilizar un bitrate variable (VBR) para codificar una película, por lo que es posible comprimir hora y media de vídeo en un CD-R de 80 minutos. Esto permite el uso de este formato para copias de seguridad, grabaciones domésticas, etc
Así mismo existen otros formatos de VCD no convencionales como los llamados KVCD que utiliza un bitrate variable pero con un algoritmo de compresión más optimizados (i-p-b) con lo que se consiguen películas de hasta 120 minutos con calidad superior al VCD estándar, incluso con mayores resoluciones. Por ejemplo, una resolución de 352x576 en formato PAL o 320x480 en NTSC.
También existe en China un formato llamado China Video Disc (CVD) utilizado para retransmisiones de televisión como en la venta de películas. El formato es MPEG-2 con bitrate variable, con cuatro pistas posibles de audio y con una resolución 352x576 y audio desde 64 a 384 kbps. Este sistema es utilizado en China porque es unos de los pocos países del mundo que no quiso pagar por la licencia de DVD, y promovió un formato nuevo que cubriera sus necesidades.
No obstante terminó siendo desplazado por otros sistemas de compresión MPEG-4 más eficaces, como Xvid o DivX, que en menos espacio permiten una mayor calidad de imagen y sonido. El MPEG-4 fue el códec que se utilizó para el formato sucesor de DVD, High definition DVD (HD DVD) ahora descontinuado, o el Blu-ray de Sony más conocido como H.264/MPEG-4 AVC.

## Otros formatos similares
- CVD
- SVCD
- XVCD
- XSVCD
- DVD de Video
- DVCD

El DVCD o DOUBLE VCD está diseñado para conseguir el máximo rendimiento de un CD. Es un CD no estándar grabado más allá de su capacidad nativa para incluir hasta 100 minutos de vídeo. Este formato es muy popular en China (aunque puede encontrarse raramente fuera de este país). Sin embargo, algunas unidades de CD-ROM y reproductores tienen problemas para leer estos discos, en su mayor parte debido a que la franja de separación está fuera de las especificaciones y el láser del servo no está en condiciones de leer esas pistas.
El logo de DVCD puede ser confundido fácilmente con el de DVD. La letra «C» aparece más angosta que el resto, pero falta el dibujo del disco debajo de las letras.